# Hertog van Aosta

Wapen van de lijn Savoye-Aosta

In het midden van de 13e eeuw verhief keizer Frederik II van het Heilige Roomse Rijk het graafschap Aosta tot een hertogdom. 
In de 19e eeuw werd hertog van Aosta een dynastieke titel die wordt gevoerd door het familiehoofd van een zijlijn van het huis Savoye. De eerste was Amadeus, tweede zoon van koning Victor Emanuel II van Italië en jongere broer van Umberto I. Aosta is een stad in Noord-Italië.